# París-Roubaix 1907
La 12.ª edición de la carrera ciclista París-Roubaix tuvo lugar el 31 de marzo de 1907 y fue ganada por el francés Georges Passerieu. La prueba contó con 270 kilómetros y 56 participantes

## Clasificación final
|    | Ciclista             | Equipo       | Tiempo          |
| -- | -------------------- | ------------ | --------------- |
| 1  | Georges Passerieu    | Peugeot      | 8 h 45 min      |
| 2  | Cyrille van Hauwaert | La Française | 8 h 46 min      |
| 3  | Louis Trousselier    | Alcyon       | 8 h 48 min      |
| 4  | Gustave Garrigou     | Peugeot      | 8 h 49 min 30 s |
| 5  | Auguste Ringeval     | -            | 8 h 50 min      |
| 6  | Emile Georget        | Peugeot      | 9 h             |
| 7  | Léon Georget         | Peugeot      | 9 h 6 min       |
| 8  | Henri Cornet         | Griffon      | 9 h 13 min      |
| 9  | Francois Faber       | Labor-Dunlop | 9 h 24 min      |
| 10 | Pierre Privat        | -            | 9 h 25 min      |